# Stefano Preda
Stefano Preda (Milano, 8 dicembre 1949) è un economista e dirigente d'azienda italiano.

## Biografia
Laureato in economia aziendale presso l'Università commerciale Luigi Bocconi di Milano nel 1973, è stato professore ordinario di Istituzioni e Mercati Finanziari alla facoltà di ingegneria gestionale del Politecnico di Milano (dal 1991) e di Financial Markets and Institutions dal 2015.
È stato fondatore e presidente del comitato guida sulla Corporate governance che nel 1999 ha emanato il codice di autodisciplina delle società quotate, che porta il suo nome.
È stato presidente di Borsa Italiana SpA dal 1997 al 2000, vice presidente della Federazione delle Borse Europee dal 1998 al 2000, presidente di Mediolanum SpA dal 1996 al 2001, nonché consigliere di Amministrazione di Sanpaolo-IMI, Fondazione Cariplo e IMI SpA, professore presso il Politecnico di Milano-facoltà di Ingegneria Gestionale.
È stato presidente di Banca Esperia SpA la private bank di Mediobanca, Mediolanum  e presidente di Duemme Hedge Sgr SpA dal 2000 al 2009.
Nel 2003 è stato nominato Cavaliere del lavoro.
Attualmente è Presidente non esecutivo di Credit Suisse Italy SpA.

## Opere e pubblicazioni
- Codice Preda di autodisciplina delle società quotate, Borsa Italiana
- M. Giorgino, S. Preda, Finalità e modalità delle privatizzazioni: analisi dell'esperienza nel settore bancario, Economia e politica industriale 85, 1995, Franco Angeli, Milano
- S. Preda, M. Giorgino, La definizione dei prezzi nelle privatizzazioni bancarie in Italia, Bancaria 9, 1995, Bancaria, Roma